# Radeberger Biertheater
Koordinaten: 51° 6′ 58″ N, 13° 55′ 1″ O

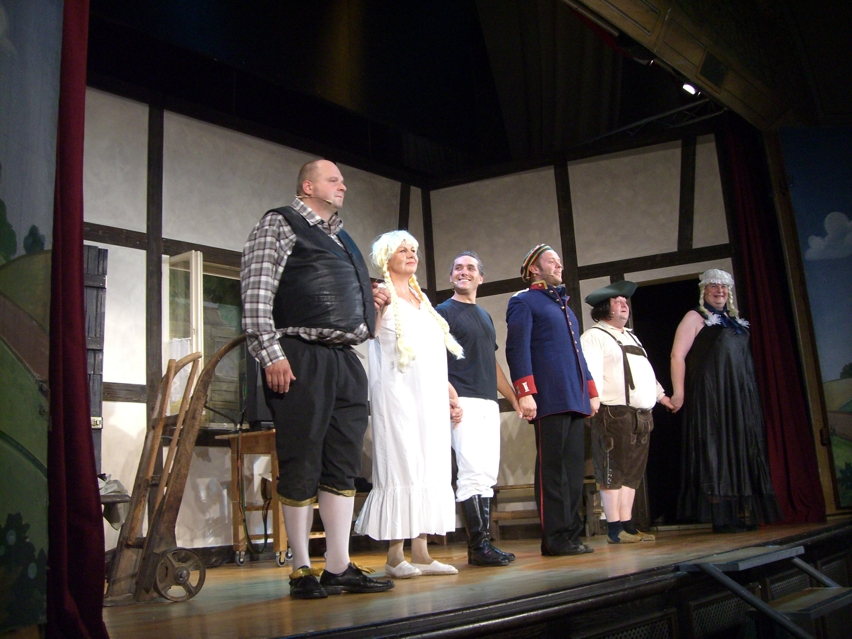
Peter Flache, Angela Zschaler, Jens Albrecht, Thomas Rauch, Holger Blum und Hans-Jörg Hombsch (v. l. n. r.)

Das Radeberger Biertheater ist ein Theater in Radeberg in Sachsen. Es bezeichnet sich selbst als erstes sächsisches Mundarttheater. Das Privattheater befindet sich im Kaiserhof an der Hauptstraße und bietet Platz für ca. 300 Besucher. Darsteller sind unter anderem Peter Flache und Die Bierhähne. Künstlerischer Leiter ist Thomas Böttcher.

## Geschichte

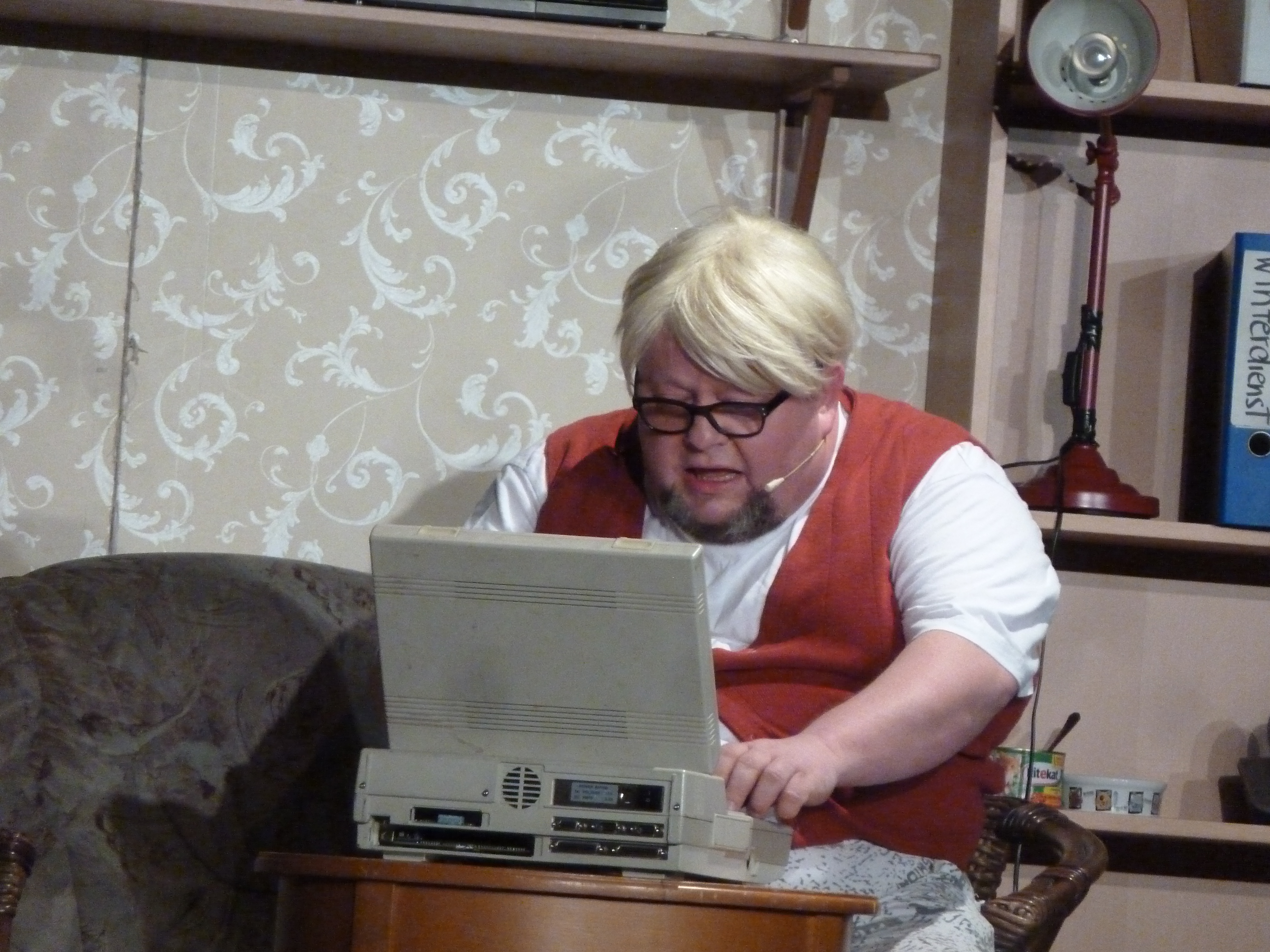
Holger Blum 2013

2002 wurde der Kaisersaal der Radeberger Gaststätte Kaiserhof erstmals als Spielstätte für das neu gegründete Radeberger Biertheater genutzt. Anfangs zeichnete hauptsächlich Peter Flache für die Inszenierung der Stücke verantwortlich. Flache stand seit Beginn ebenfalls als Hauptakteur namens Backe auf der Bühne, seine Ehefrau Renate wurde von Angela Zschaler gespielt. In der ersten Spielzeit waren Böttcher & Fischer ebenfalls Mitglied des Ensembles. Zur Gestaltung eines musikalisch-humoristischen Beitrags im Nachprogramm zu den Aufführungen des Radeberger Biertheaters installierte Flache Die Bierhähne am Theater. Mit der Aufführung des Stückes Bier frei 2004 wurden die Bierhähne zusätzlich auch als Hauptdarsteller in die Vorstellungen des Biertheaters involviert, wobei sie Böttcher & Fischer ersetzten und in der Backental-Saga das Ehepaar Harry und Gisela Kleinschmidt mimen. In den ersten Jahren wurden fast ausschließlich Eigenproduktionen aufgeführt. Mit wachsender Popularität des Theaters wurden auch die Gastspiele besser angenommen. Mittlerweile gastieren lokale sächsische Stars wie Tom Pauls, Katrin Weber oder Zärtlichkeiten mit Freunden ebenso wie nichtsächsische Künstler (unter anderem Ingo Appelt, Mike Krüger, Mirja Boes, Wladimir Kaminer, Fips Asmussen) im Theater.
Während die Bierhähne später ihre Heimstätte auch zu häufigen Tourneen verließen, werden die Eigenproduktionen des Biertheaters nur im Kaisersaal aufgeführt. Von den regulären Veranstaltungen des Biertheaters, die vom Leben der fiktiven Familie Backental im ebenso erdachten Ort Malzau handeln, wurden von den ersten Ausgaben der Familiensaga bis zum Jahre 2010 auch DVD-Mitschnitte angefertigt.
Die Saison des Theaters startet traditionell Ende September und endet Ende Juni. Mittlerweile finden pro Saison ca. 150 Veranstaltungen statt, welche mehr als 30.000 Zuschauer pro Jahr anziehen. Während der regulären Veranstaltungen ist an den meist rechtwinklig zur Bühne stehenden Tischreihen eine gastronomische Bewirtung möglich, woraus sich unter anderem der Name Biertheater ableitet. Bei einigen Gastspielen wird auf diesen Service verzichtet. Ebenso werden seit 2012 diverse Gastspiele in Reihenbestuhlung durchgeführt.
Mit Beginn der Spielsaison 2016/2017 zog sich Peter Flache sowohl aus seiner Hauptrolle als Backe als auch aus der Produktion der Stücke zurück. Als Ideengeber für die Eigenproduktionen agierte fortan vornehmlich, bis zu seinem Tod im Jahre 2023, Holger Blum.

## Eigenproduktionen
- 2002: Der Wetterhahn (Teil 1 der Backental-Saga)
- 2003: Schneller – Höher – Breiter (Teil 2 der Backental-Saga)
- 2004: Bier frei (Teil 3 der Backental-Saga)
- 2005: Hurra, wir sind verheiratet! (Teil 4 der Backental-Saga)
- 2006: 800 Jahre Familie Backental (Teil 5 der Backental-Saga)
- 2007: Prost, Malzau! (Teil 6 der Backental-Saga)
- 2008: Au Backe! (Teil 7 der Backental-Saga), Chaos im Rathaus, Geld hoch – Hände her!, Toi, Toi, Toi, die Bühne brennt
- 2009: Backe an Bord (Teil 8 der Backental-Saga), Das Eselsohr im Märchenbuch (Kinderprogramm)
- 2010: Big Backe (Teil 9 der Backental-Saga), Mannomann, SOS Malzau, Comedy mit Herz (Charityprogramm), Anne und die bösen Worte (Kinderprogramm)
- 2011: Malzau und das Geheimnis der Bieramide (Teil 10 der Backental-Saga), Eine total verhexte Geburtstagsparty (Kinderprogramm), Gala der Erinnerungen (Best of)
- 2012: Backen wir’s an! (Teil 11 der Backental-Saga), Heute wegen gestern geschlossen, Der Schwipsbogen
- 2013: Yes... We can!'s ooch! (Teil 12 der Backental-Saga), Du wirst wie deine Mutter!, Das habsch dir dor gesagt!!!!
- 2014: Torpedo Malzau (Teil 13 der Backental-Saga)
- 2015: Malzau im Rausch (Teil 14 der Backental-Saga), Mein Mann ist mein Problem!, Der Schwipsbogen (Teil 2)
- 2016: Malzau läuft heiß! (Teil 15 der Backental-Saga), Laubenpieper
- 2017: Malzau braut sich (Teil 16 der Backental-Saga), Aber bitte mit Sahne – wenn's quietscht fehlt Fett
- 2018: Malzau, deine Kursachsen (Teil 17 der Backental-Saga), Der Schwipsbogen (Teil 3), Gute Ex – schlechte Ex
- 2019: Neumann 2x klingeln, Die Frauen hinter dem Ladentisch
- 2025: "Aperol und Buttermilch"

## Gastspiele
- 2003: Böttcher & Fischer, Die Bierhähne, Chaotenstadl, Peter Flache
- 2004: Jürgen Haase & Ralf Herzog, Chaotenstadl, Die Bierhähne, Böttcher & Fischer
- 2005: Peter Flache, Die Bierhähne
- 2006: Peter Flache, Die Bierhähne
- 2007: Peter Flache & Kiesel Köhler, Die Bierhähne, Böttcher & Fischer
- 2008: Tom Pauls, Die Bierhähne
- 2009: Die Bierhähne, Tom Pauls & Katrin Weber
- 2010: Zwinger-Trio, Uwe Steimle, Tom Pauls & Katrin Weber
- 2011: Die Bierhähne, Uwe Steimle, Linda Hesse, Mike Krüger, Krimidinner: Die Lottoparty, Academixer, Mode & Musik
- 2012: Tom Pauls, Katrin Weber, Zärtlichkeiten mit Freunden, Ingo Appelt, Mirja Boes, Wladimir Kaminer, Mode & Musik, Emmi & Herr Willnowsky, Peter Flache, Die Bierhähne, Uwe Jensen & Gojko Mitić, Dirk Michaelis & Gisela Steineckert
- 2013: Fips Asmussen, Tatjana Meissner, Die Bierhähne, Ute Mäser, Wladimir Kaminer, Peter Flache, Zärtlichkeiten mit Freunden, Hans Werner Olm, Film & Talk mit Originalen, Linda Feller
- 2014: Fips Asmussen, Tatjana Meissner, Die Bierhähne, Dirk Michaelis, Olaf Berger, Walter Plathe, Abenteuer mit Kess, Katrin Weber, Thomas Stelzer, Zärtlichkeiten mit Freunden, Uwe Steimle, Cavewoman, Markus Maria Profitlich, Olaf Schubert, Heinz Rennhack, LiebesFräulein, Erich von Däniken
- 2015: Ausbilder Schmidt, Inge Borg, Die Bierhähne, Katrin Weber, Thomas Stelzer, Zärtlichkeiten mit Freunden, Wladimir Kaminer, Claudia Gräf, Gernot Hassknecht, Grimms Erben, Peter Flache & Band
- 2016: Die Bierhähne, Thomas Stelzer, Jens Albrecht, Katrin Weber, Lamarotte, Die schrillste Nacht des Jahres
- 2017: Die Bierhähne, Dieter Birr
- 2018: Thomas Böttcher, Die Bierhähne, Inge Borg, Lamarotte, Peter Flache
- 2019: Ausbilder Schmidt, Thomas Böttcher
- 2020: Thomas Böttcher, Inge Borg, Bierhahn Blumi

## DVD, CD
- 2002: Der Wetterhahn
- 2003: Schneller – Höher – Breiter
- 2004: Bier frei
- 2005: Hurra, wir sind verheiratet!
- 2007: 800 Jahre Familie Backental
- 2008: Prost, Malzau!
- 2009: Au Backe!
- 2009: Geld hoch, Hände her!
- 2010: Backe an Bord
- 2010: Mannomann (CD)
- 2011: Big Backe